# James Wright (poeta)
James Arlington Wright (ur. 13 grudnia 1927, zm. 25 marca 1980 w Nowy Jork) – amerykański poeta oraz tłumacz poezji.
Był związany z ugrupowaniem poetyckim określanym mianem "głębokiego obrazu", którego członkowie poszukiwali inspiracji w koncepcjach podświadomości zbiorowej. Był autorem liryki refleksyjnej, skoncentrowanej na analizie uczuć, głównie cierpienia. 